# NGC 1341
NGC 1341 ist eine Balken-Spiralgalaxie mit ausgedehnten Sternentstehungsgebieten vom Hubble-Typ SBab im Sternbild Fornax am Südsternhimmel. Sie ist schätzungsweise 78 Millionen Lichtjahre von der Milchstraße entfernt und hat einen Durchmesser von etwa 25.000 Lj.

Unter der Katalognummer FCC 62 ist sie als Mitglied des Fornax-Galaxienhaufens gelistet.
Das Objekt wurde am 29. November 1837 von John Herschel entdeckt; die Beobachtung wurde später im New General Catalogue von Dreyer verzeichnet.